# Домінув (Люблінський повіт)
Домінув (пол. Dominów) — село в Польщі, у гміні Ґлуськ Люблінського повіту Люблінського воєводства.
Населення — 865 осіб (2011).
У 1975-1998 роках село належало до Люблінського воєводства.

## Демографія
Демографічна структура станом на 31 березня 2011 року:
|          | Загалом | Допрацездатний вік | Працездатний вік | Постпрацездатний вік |
| -------- | ------- | ------------------ | ---------------- | -------------------- |
| Чоловіки | 426     | 133                | 261              | 32                   |
| Жінки    | 439     | 109                | 263              | 67                   |
| Разом    | 865     | 242                | 524              | 99                   |